# Brettnach
Brettnach – miejscowość i gmina we Francji, w regionie Grand Est, w departamencie Mozela.
Według danych na rok 1990 gminę zamieszkiwało 379 osób, a gęstość zaludnienia wynosiła 64 osób/km² (wśród 2335 gmin Lotaryngii Brettnach plasuje się na 678. miejscu pod względem liczby ludności, natomiast pod względem powierzchni na miejscu 928.).